# Janick Gers
Janick Robert Gers (Hartlepool, Inglaterra, 27 de janeiro de 1957) é um guitarrista inglês, conhecido por ser membro do grupo de heavy metal britânico Iron Maiden.

## Carreira
O guitarrista iniciou sua carreira na banda White Spirit, gravando o único disco da mesma em 1980. Logo após, gravou os discos Double Trouble [1981] e Magic [1982] com o cantor Ian Gillan (Deep Purple e ex-Black Sabbath).
Após esse período, envolveu-se no projeto Gogmagog, que contava também com Paul Di'Anno (ex-Iron Maiden) e Clive Burr (ex-Iron Maiden), onde lançaram o EP I will be there em 1985.
Em 1989, gravou e excursionou com Bruce Dickinson (Iron Maiden), lançando o álbum Tattooed Millionaire e o vídeo "Dive, Dive, Live!".
Mais tarde, Janick ingressou no Iron Maiden em 1989, para substituir Adrian Smith, que deixara a banda na época para seguir carreira solo.
Janick divide opiniões entre os fãs do Iron Maiden, embora seja idolatrado por sua presença de palco energética, técnica e carisma. Janick ainda faz parte do grupo, mesmo com o retorno de Adrian Smith em 1999, fazendo com que a banda possua três guitarristas: Smith, Gers e Dave Murray, além dos outros integrantes: Bruce Dickinson (vocalista), Steve Harris (baixista) e Nicko McBrain (baterista).

## Vida pessoal
Janick  é o mais velho de três irmãos (ele tem um irmão e uma irmã mais novos). Seu nome tem uma origem polonesa mais profunda que parece: "Meu pai entrou para a marinha polonesa, foi assim que ele chegou até a Inglaterra, onde conheceu minha mãe." Explica ele: "Ele entrou para a marinha britânica logo depois de se casar com ela e, mais tarde, entrou para a marinha mercante.
Quando eu nasci ele ainda estava no mar fazendo seu primeiro ano, então teve que parar e retornar. Havia muitos poloneses vivendo naquela área, porque tinha muitas docas em Hartlepool. Foi assim que meus pais se conheceram."

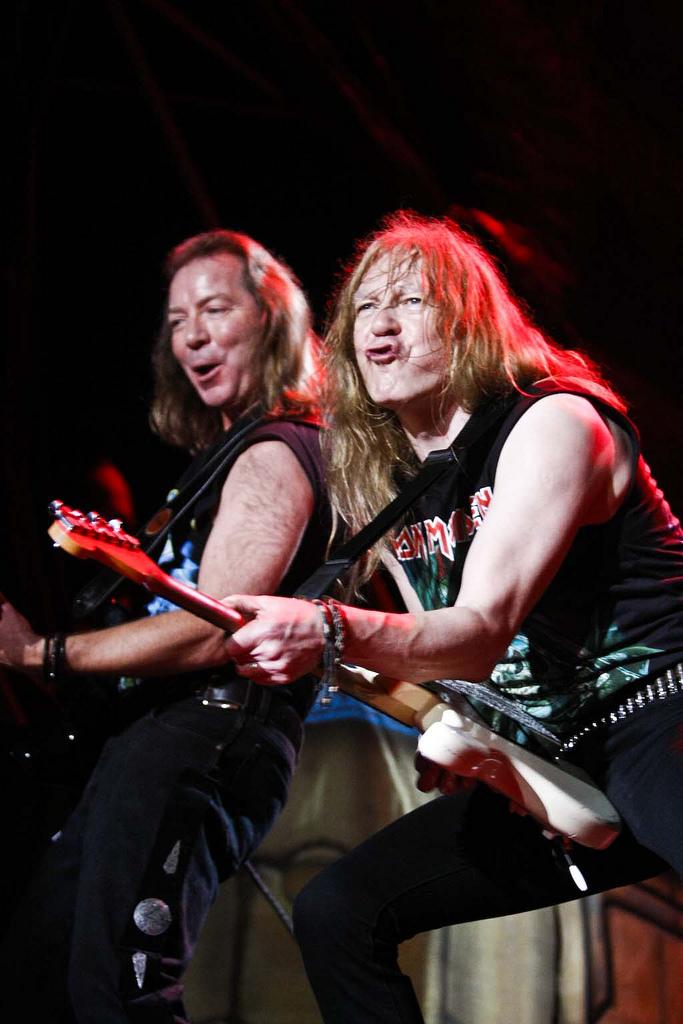
Dave Murray e Janick Gers.

Quando criança, as atividades do pequeno Jan eram "natação, futebol e música", nessa ordem.

## Estilo
Gers é conhecido por sua marcante presença de palco e também pelos solos extremamente rápidos e difíceis de serem executados; nos shows gosta de pular, correr de um lado a outro, jogar o instrumento para o alto e batê-lo nas paredes. Como guitarrista, Gers mostra uma sonoridade mais pesada, como na canção "2 Minutes to Midnight", onde o baixista e fundador Steve Harris prefere o estilo próprio de Janick Gers à versão original.
Há algumas músicas em que Janick faz o solo de Adrian Smith como "2 Minutes to Midnight", "Hallowed Be Thy Name", "Revelations", "Phantom of the Opera" e outras. Há também músicas em que os dois fazem os solos juntos como em "The Trooper", "The Evil That Men Do".
Gers geralmente usa uma guitarra de modelo Fender Stratocaster variando a cor. Durante a The Book of Souls World Tour, Gers usou pela primeira vez no palco uma Les Paul preta, da marca Epiphone.
Desde a sua entrada no Maiden Janick gravou e executou grandes solos em canções clássicas do grupo como "Fear of the Dark", "Brave New World", "Blood Brothers", "Wasting Love", "Ghost of the Navigator", "Dance Of Death", sendo que as três últimas ele também foi o compositor.
Dos guitarristas é o segundo com mais composições, e da banda é o quarto.

## Discografia

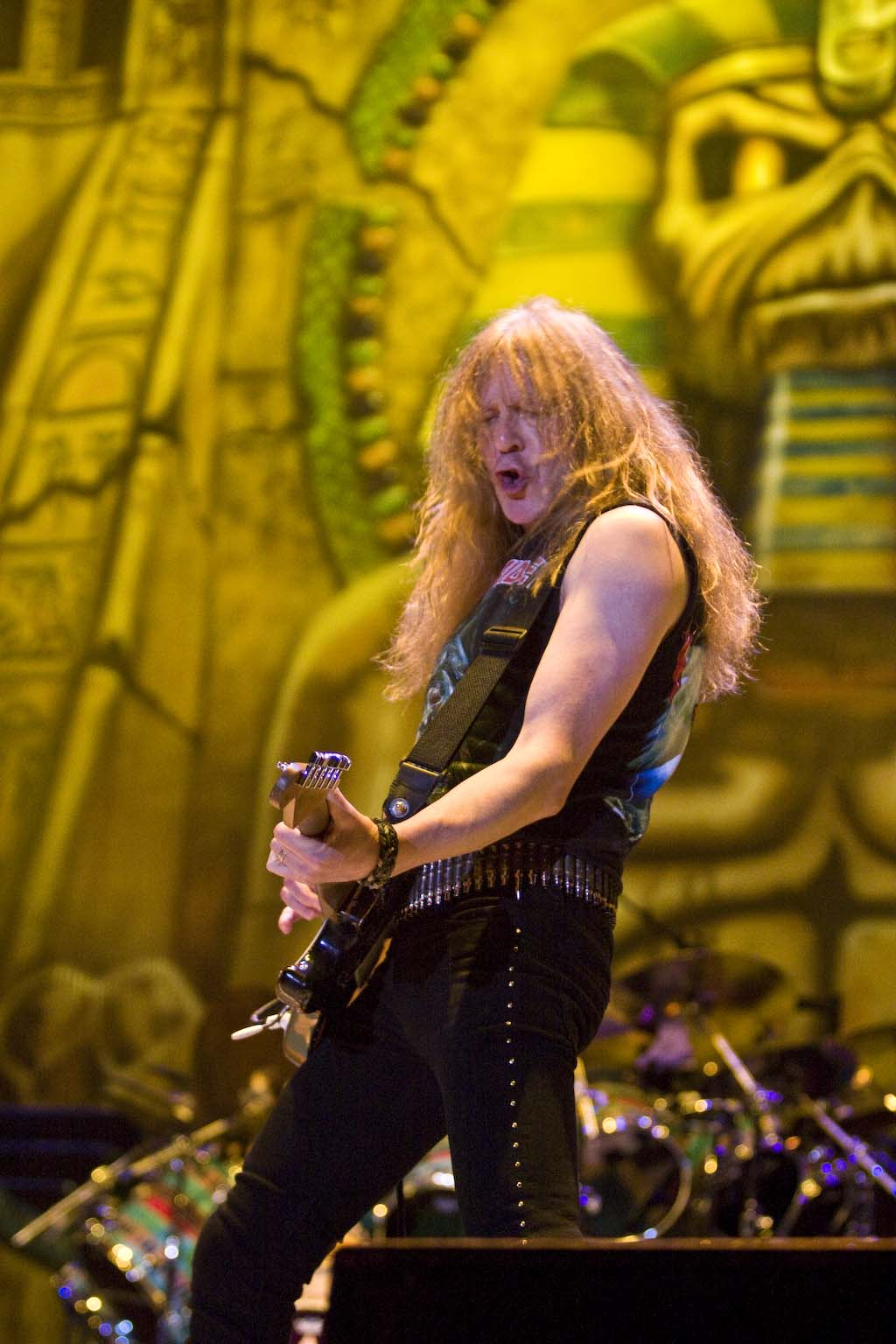
Janick Gers em 2008.

### White Spirit
- 1980 - White Spirit

### Gillan
- 1981 - Double Trouble
- 1982 - Magic

### Gogmagog
- 1985 - I Will Be There

### Bruce Dickinson
- 1990 - Tattooed Millionaire

### Iron Maiden
- 1990 - No Prayer for the Dying
- 1992 - Fear of the Dark
- 1995 - The X Factor
- 1998 - Virtual XI
- 2000 - Brave New World
- 2003 - Dance of Death
- 2006 - A Matter of Life and Death
- 2010 - The Final Frontier
- 2015 - The Book of Souls
- 2021 - Senjutsu